# The Blood Brothers
The Blood Brothers – zespół powstały na przedmieściach Seattle, grający eksperymentalny post-hardcore oraz art punk.

## Dyskografia

### Albumy
- This Adultery Is Ripe (2000)
- March on Electric Children (2002)
- ...Burn, Piano Island, Burn (2003)
- Crimes (2004)
- Young Machetes (2006)

### Single
- "Ambulance Vs. Ambulance" (2003)
- "Love Rhymes With Hideous Car Wreck" (2004)
- "Laser Life" (2006)
- "Set Fire To The Face On Fire" (2007)

### DVD
- Jungle Rules Live (2003)
- This Is Circumstantial Evidence (2003)
- The Fest 3 (2004)